# Hemerocoetes morelandi

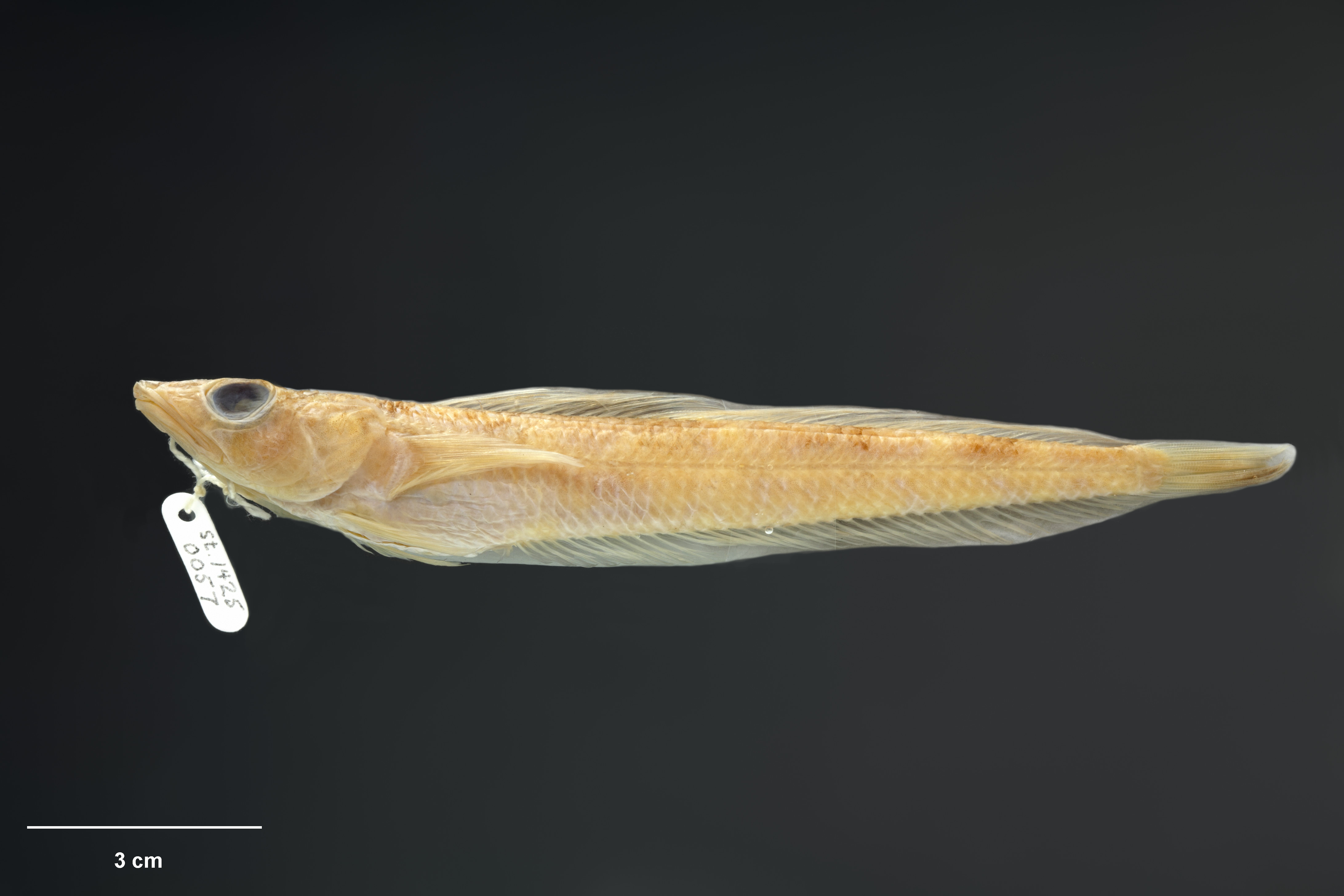
Especimen d'un Hemerocoetes morel.

Hemerocoetes morelandi és una espècie de peix de la família dels percòfids i de l'ordre dels perciformes.

## Etimologia
El seu nom científic fa referència a la figura de J. M. Moreland, ictiòleg del Museu de Nova Zelanda Te Papa Tongarewa.

## Descripció
Presenta 7 punts o taques al llarg de la línia lateral. Aletes pelvianes ben separades i amb 20 radis. Radis de les aletes dorsal i caudal pigmentats. Radis i membrana de l'aleta anal clars. Primer radi de l'aleta dorsal allargat en els mascles madurs. Es diferencia de Hemerocoetes paucimdiatus per tindre 36-38 radis a l'aleta anal. Cap arrodonit en secció transversal dorsal. Dents còniques, molt curtes i amb la mateixa longitud a les mandíbules inferior i superior. Nombroses dents curtes i còniques al vòmer. Palatins sense dents. Llengua lliure i allargada. Espai interorbitari relativament ample.

## Alimentació i depredadors
El seu nivell tròfic és de 3 i és depredat per Caelorinchus aspercephalus i Paranotothenia microlepidota.

## Hàbitat i distribució geogràfica
És un peix marí, demersal (entre 22,5-117 m de fondària) i de clima temperat, el qual viu al Pacífic sud-occidental: és un endemisme de Nova Zelanda (l'illa Campbell i les illes Auckland).<

## Observacions
És inofensiu per als humans i el seu índex de vulnerabilitat és moderat (36 de 100).